# Gaios
Gaios (gr. Γάιος) – miejscowość w Grecji, główny port wyspy Paksos, która jest najmniejszą wyspą archipelagu Wysp Jońskich. Leży w administracji zdecentralizowanej Peloponez, Grecja Zachodnia i Wyspy Jońskie, w regionie Wyspy Jońskie, w jednostce regionalnej Korfu. Siedziba gminy Paksos. W 2011 roku liczyła 498 mieszkańców.
Wyspa otrzymała swoją nazwę od imienia jednego z uczniów Świętego Piotra, który dokonał chrystianizacji wyspy.